# НК-9
НК-9 (8Д517) — жидкостный ракетный двигатель, разработанный СНТК им. Н. Д. Кузнецова.
С мая 1959 года начата разработка жидкостных ракетных двигателей. Одним из первых разработанных ЖРД был двигатель НК-9. НК-9 предназначался для первой ступени межконтинентальной ракеты ГР-1 «Глобальная-1» (SS-10 по классификации НАТО). Это был первый в мире кислородо-керосиновый двигатель в классе тяги свыше 1 МН, выполненный по замкнутой схеме с дожиганием генераторного газа в камере сгорания.
Для второй ступени данной ракеты был разработан двигатель НК-9В. Его испытания начались в сентябре 1962 года.
В начале 1960-х годов на базе НК-9 были созданы ЖРД НК-19 и НК-21 для третьей и четвёртой ступеней ракеты-носителя Н1.

## Варианты НК-9
НК-9В — разработанный СНТК им. Н. Д. Кузнецова высотный вариант двигателя НК-9. Его первое испытание проведено в сентябре 1962 г. Двигатель был закреплён в кардановом подвесе для качания в двух плоскостях, имел рулевые машины, два сопла крена, агрегат подачи топлива в камеру сгорания, агрегаты управления тягой, соотношением компонентов и соплами крена.
НК-19 (11Д53)
Дата первого испытания — июль 1964 г. Дата Госиспытания — октябрь 1967 г.
Тяга: 46 тс (450,9 кН)
НК-21 (11Д59)
Дата первого испытания — сентябрь 1965 г. Дата Госиспытания — декабрь 1967 г.
Тяга: 40 тс (392 кН)